# ボス・レスピレーター

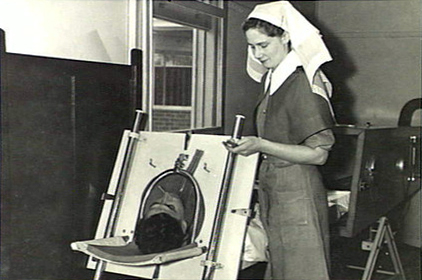
第110オーストラリア軍病院で患者の治療に使用されるボス・レスピレーター（1943年）

ボス・レスピレーター（英: Both respirator）は、1937年にエドワード・トーマス・ボスによって発明された陰圧換気型の人工呼吸器である。合板で作られていたにもかかわらず「鉄の肺」と呼ばれ、発明者のボス兄弟自身もこの呼称を用いた。1940年代から1950年代にかけて、ウィリアム・モリスの支援によって英連邦病院に無料で提供されたことにより広く使用されるようになった。

## 開発
1937年にオーストラリアが直面していたポリオの流行に対して当時、鉄の肺は、病気の合併症である「麻痺性呼吸障害」を治療する主要な方法の1つだった。人工呼吸器は以前にも開発されていたが、鉄の肺自体はまだかなり新しく、1928年にフィリップ・ドリンカーとルイス・A・ショーによって開発された。「鉄の肺」として知られるようになった彼らの開発した人工呼吸器はポリオに苦しむ患者の寿命を延ばす効果的な手段であることが証明された。ポリオによる呼吸不全で2日後に死亡すると予想された患者は2週間人工呼吸を行い回復した。しかし、オーストラリアでは、その高い価格や装置の重さ、さらには修理のためにはアメリカに送る必要があり、鉄の肺はほとんど普及していなかった。アメリカでも同時期にポリオが流行しており輸出が困難になっていたことも問題であった。 
アデレード大学に在籍していた発明家であるエドワード・トーマス・ボスは、ポリオの流行による人工呼吸器の需要を満たすための代替品を提供できないかと要請された。エドワードは弟のドナルドと一緒にBoth Equipment Limitedを運営しており、以前に医療機器を開発していた。ボスは数週間かけて独自の鉄の肺を作成し、これを「ボス・ポータブルキャビネット・レスピレーター」と名付けた。それまでの鉄の肺とは異なり、ボスの人工呼吸器は合板で作られていた。これにより価格が抑えられ、持ち運びが容易になった。ボス・レスピレーターはわずか100ポンド(鉄の肺の値段は2000ドル以上)で、軽量で車輪が追加されているため移動可能で、病院内部の工房で自作できるほどシンプルであったため、すぐに成功を収めた。その高い携帯性から、長時間の介助が必要な人が個人宅で使用できるようになった。2003年においても、ビクトリア州内の住居で使用されているボス・レスピレーターが5台あった。

## ボス博士とナフィールド卿

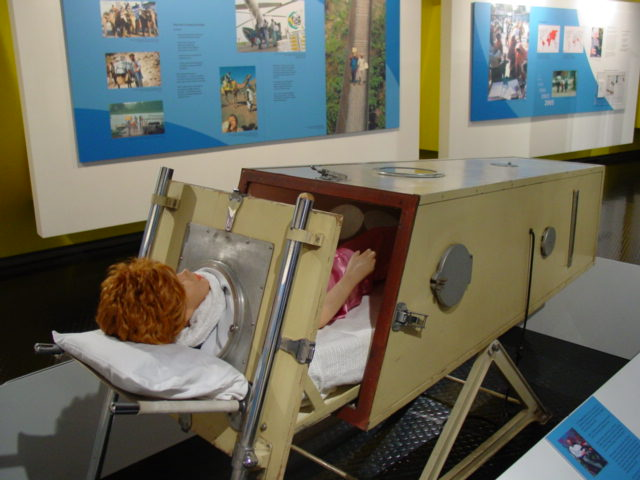
オーストラリア国立博物館に展示されているボス・レスピレーター

1938年にエドワード・ボスは発明した心電計を売るためにイギリスを旅行していた。そこにいる間、彼はBBCラジオで、田舎の病院に住む若い患者の治療を助けるための鉄の肺が必要であることを知った。呼び出しに応じて、ボスは工房を借りて、24時間以内に装置を組み立て、そしてロンドン郡議会の承認をすぐに得ることができた。その後、彼は滞在中にさらに多くの人工呼吸器を作り、1つはラドクリフ診療所のナフィールド病院に送られ、そこでボス・レスピレーターの短編フィルムが作成された。この映画はその後、医学部教授であるロバート・マッキントッシュによってウィリアム・モリス（ナフィールド卿）が鑑賞した。ナフィールド卿は、自動車メーカーモーリスの創業者であり、慈善家としても知られていた。 
ナフィールド卿はその年の11月に、人工呼吸器の製造のために自動車工場の一部を引き渡して必要とする連邦内の病院に呼吸器を無料で提供することを申し出た。当初は、ナフィールドが不完全な鉄の肺を、その使用方法について知識のない病院に提供したことを、英国における鉄の肺の開発者であるフレデリック・メンジーズからBMJで批判されたが、1700以上のボス・レスピレーターが病院に配布された。1950年初頭までに、例えばイギリスには700以上のボスの人工呼吸器があったのに対し、ドリンカーのモデルはわずか50台だった
。